# Hamerslagverf

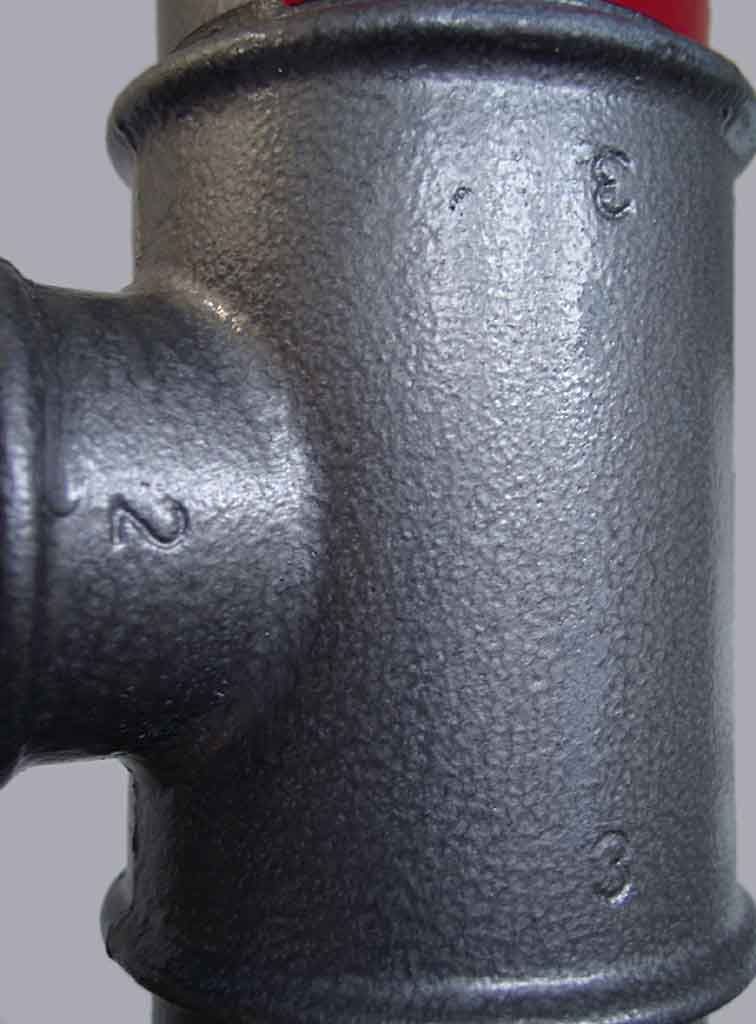
Hamerslagverf op een stuk pijp

Hamerslagverf (of geciseleerde verf) is een speciale lak, die tijdens het drogen een netvormig gestructureerd oppervlak creëert. Deze structuur (meestal met vlakje van circa 3 mm) geeft de visuele indruk van een oppervlak dat door veel hamerslagen is bewerkt.
De licht iriserende uitstraling van het oppervlak wordt veroorzaakt door de verschillende oriëntatie-richtingen van zeer kleine glanzende deeltjes, die in de lak zijn gesuspendeerd. Deze deeltjes worden vaak gemaakt van het minerale mica. Mica is chemisch inactief en zeer resistent. Als alternatief kan aluminium- of bronspoeder worden gebruikt. Om het "geciseleerde" effect meer uitgesproken te maken, kan een klein percentage siliconenolie direct voor het aanbrengen worden toegevoegd.
Hamerslagverf wordt vaak gebruikt om technische apparatuur te verfraaien en niet zo vaak als een beschermende coating. Het optische voordeel van hamerslag is dat oppervlakken er aanvaardbaar uitzien, zelfs als het onderliggende oppervlak niet vlak en glad is. Om gewone verf er glad uit te laten zien, moet het oppervlak eerst worden voorbereid, bijvoorbeeld door plamuren, schuren, slijpen of polijsten. Met hamerslagverf kunnen deze stappen worden weggelaten. Sommige hamerslaglakken (bijv. het merk Hammerite) zijn zo samengesteld, dat ze direct op geroest staal kunnen worden gebruikt zonder voorbehandeling van het oppervlak, met uitzondering van enig borstelen om de losse roest te verwijderen.
Een ander voordeel is dat het gebruik van mica de weerstand en duurzaamheid van de verfbeurt verbetert. Het mica vermindert de veroudering door de onderliggende bindmiddelen te beschermen tegen UV-straling. Het mica maakt ook hamerslagverf relatief hard en krasbestendig.